# Microtropis semipaniculata
Microtropis semipaniculata là một loài thực vật có hoa trong họ Dây gối. Loài này được C.Y. Cheng & T.C. Kao mô tả khoa học đầu tiên năm 1988.